# كام وارد (سياسي)
كام وارد هو سياسي أمريكي، ولد في 24 مارس 1971 في ميلتون في الولايات المتحدة. نشط حزبياً في الحزب الجمهوري. وقد انتخب عضو مجلس ولاية ألاباما ‏ وانتخب عضو مجلس نواب ألاباما ‏.

## وصلات خارجية
- الموقع الرسمي